# Leinster–Munster
Leinster–Munster es el partido de rugby más importante de la Pro14 y de Irlanda. Enfrenta al Leinster Rugby; ubicado en Dublín y representante de la provincia homónima contra su par; el Munster Rugby de la ciudad de Limerick y representante de la provincia homónima.

## Estadísticas
Mayores victorias
     Leinster: 32–0 (1958/59) y 30–0 (2009/10) en el profesionalismo.
     Munster: 6–30 (2005/06) y 33–9 (2005/06).
Partido de mayor puntaje
Leinster 40 – Munster 45 (85 puntos, 1996/97).
Partido de menor puntaje
Munster 0 – Leinster 0 (0 puntos, 1953/54).
Más victorias consecutivas
     Leinster: 5 (2008/09 – 2010/11).
     Munster: 3 (2004/05 – 2005/06).
Mayor asistencia
82 208 (semifinal de Copa de Campeones, Croke Park, mayo de 2009).

## Historia
Aunque ambos equipos se crearon en 1879, no se enfrentaron sino hasta 68 años después, con la primera edición del Interprovincial Championship de 1946.
La feroz rivalidad ha crecido exponencialmente desde el cambio de profesionalidad, ya que ambos equipos lucharon por el dominio nacional y europeo, y algunas veces se ha convertido en un asunto acalorado y amargo, dentro y fuera del campo de juego.

### Copa de Campeones
El nacimiento de la rivalidad de la era moderna podría atribuirse a la semifinal de la Copa Heineken 2005-2006, cuando Munster derrotó a Leinster por 30–6 en Lansdowne Road en camino a ganar su primer Campeonato Europeo. Munster luego pasó a disfrutar de un período de éxito al ganar nuevamente el trofeo europeo en 2008.
| 23 de abril de 2006 | Leinster Rugby                 | 6 – 30 | Munster Rugby                                                                                   | Lansdowne Road, Dublín,                                          |                                                                  |
|                     | Penales Contepomi (2) 22', 71' |        | Tries 10' Leamy 74' O'Gara 80' Halstead Conversiones (3) O'Gara Penales 2', 24', 32' (3) O'Gara | Asistencia: 47.800 espectadores Árbitro(s): Joël Jutge (Francia) | Asistencia: 47.800 espectadores Árbitro(s): Joël Jutge (Francia) |

Sin embargo, un cambio en la fortuna ocurrió en la Copa Heineken 2008-2009, cuando Leinster derrotó a Munster por 25–6 en la misma etapa de la competencia frente a 82 208 espectadores en Croke Park, que fue una asistencia récord mundial para un juego de club, antes de pasar a reclamar el primero de tres títulos europeos en un período de cuatro años.
| 2 de mayo de 2009 | Munster Rugby               | 6 – 25 | Leinster Rugby                                                                                               | Croke Park, Dublín,                                             |                                                                 |
|                   | Penales O'Gara (2) 18', 36' |        | Tries: 30' D'Arcy 42' Fitzgerald 61' O'Driscoll Conversiones: (2) Sexton Penal 26' Sexton Drop 15' Contepomi | Asistencia: 82.208 espectadores Árbitro(s): Nigel Owens (Gales) | Asistencia: 82.208 espectadores Árbitro(s): Nigel Owens (Gales) |